# Imperatrice Eishō

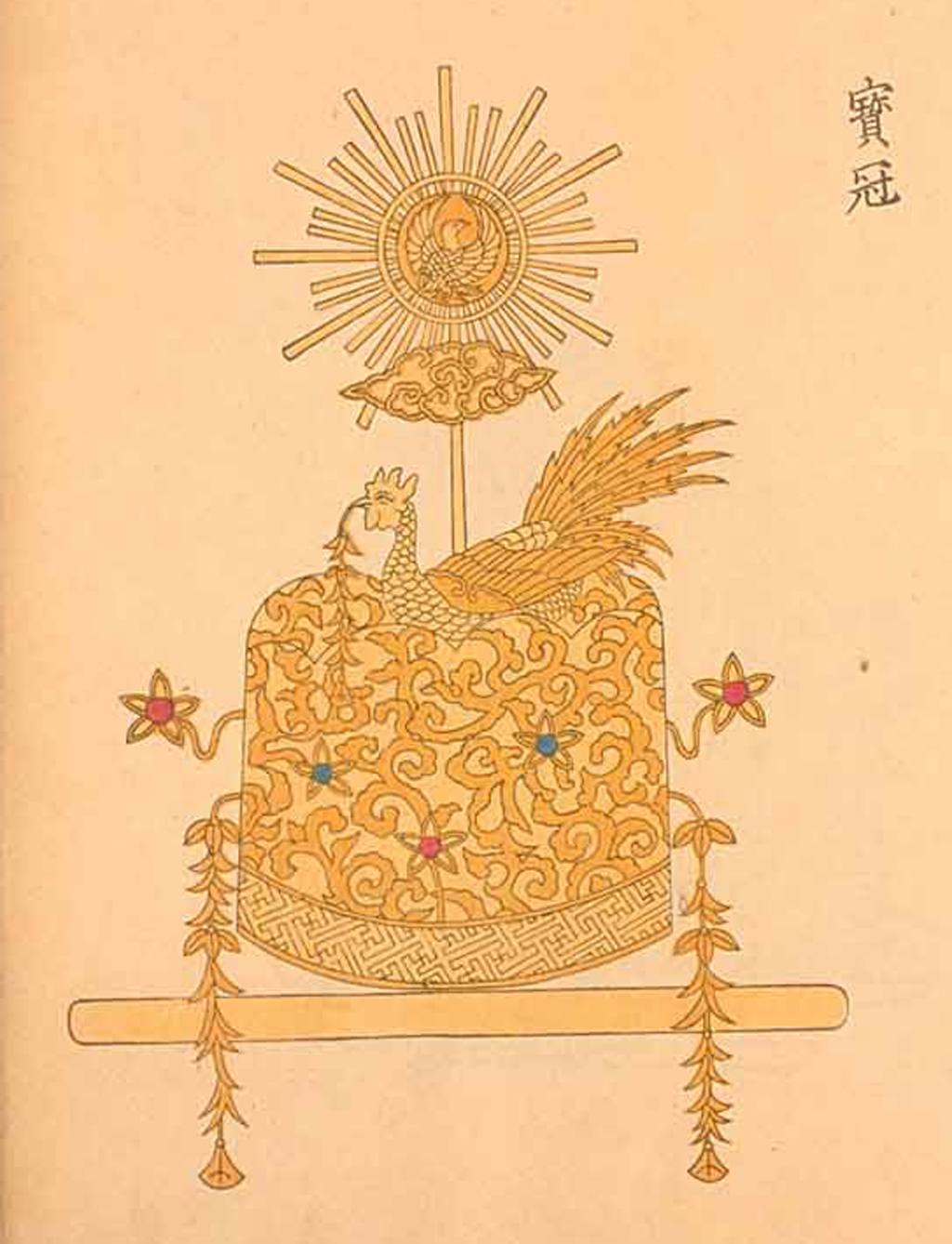
Questa immagine suggerisce un tipo di corona formale (hokan) che sarebbe stata indossata da una consorte imperiale giapponese (pubblicato nel c. 1840).

Eishō 英照皇太后 (Eishō-kōtaigō?) (Kyoto, 11 gennaio 1835 – Tokyo, 11 gennaio 1897) anche nota come imperatrice vedova Eishō (英照皇太后?, Eishō-kōtaigō), era l'imperatrice consorte dell'imperatore Kōmei del Giappone. È anche conosciuta sotto il nome tecnicamente errato di imperatrice Eishō (英照皇后?, Eishō-kōgō).

## Infanzia
Figlia di Kujō Hisatada, un ex sekkan, Kujo Asako avrebbe potuto vivere la sua vita interamente nell'ambito della corte imperiale. All'età di 13 anni, fu unita in matrimonio al principe della corona Okihito.  Alla morte dell'imperatore Ninkō nel 1846, il principe Ohihito divenne imperatore con il nome di Kōmei e Kujo Asako prese il titolo di nyōgo, una posizione di consorte di alto onore che le principesse del sangue ricevevano dai tempi dell'imperatore Kammu.

## Consorte
Asako ebbe due figlie femmine, che morirono entrambe nell'infanzia; ma diventò la madre ufficiale dell'erede di Komei, il principe della corona Mutsuhito. Sviluppò con il figlio un forte legame emotivo, che divenne particolarmente importante nel periodo instabile dopo la morte improvvisa dell'imperatore Komei.